# 瑙吉科扎尔
瑙吉科扎尔，是匈牙利巴兰尼亚州所辖的一个村。总面积11.46平方公里，总人口1876，人口密度163.7人/平方公里（2011年1月1日）。